# Gerald Scheiblehner
Gerald Scheiblehner (Linz, 25 febbraio 1977) è un allenatore di calcio, dirigente sportivo ed ex calciatore austriaco, di ruolo centrocampista, tecnico del Grasshoppers.

## Carriera

### Allenatore
Ha iniziato la carriera da allenatore nel 2010, guidando il Donau Linz per quattro anni. Il 3 dicembre 2014 si dimette e una settimana più tardi diventa il tecnico dell'Union St. Florian. Al termine della stagione lascia l'incarico e diventa l'allenatore del Vorwärts Steyr. Il 27 febbraio 2017 prolunga con i rossoneri fino al 2020; nel 2018 conquista la promozione in 2. Liga che mancava al club da 18 anni. Il 10 aprile 2019 si dimette e il 14 giugno diventa l'allenatore del LASK Amateure OÖ.
Il 18 giugno 2021 viene nominato tecnico del Blau-Weiß Linz, con cui, nel 2023, conquista la promozione in Bundesliga, vincendo il campionato all'ultima giornata. Il 23 giugno 2025 lascia i biancoblù e il giorno dopo diventa l'allenatore del Grasshoppers, con cui firma un biennale.

## Palmarès

### Allenatore

#### Competizioni nazionali
- 2. Liga: 1

Blau-Weiß Linz: 2022-2023